# بيتر بي. شامبين
بيتر بي. شامبين هو شخصية أعمال وسياسي أمريكي، ولد في 8 ديسمبر 1845 في Saint-Félix-de-Valois ‏ في كندا، وتوفي في 1 يوليو 1891. نشط حزبياً في الحزب الجمهوري. وقد انتخب عضو جمعية ولاية ويسكونسن ‏.